# Tchadanthropus uxoris

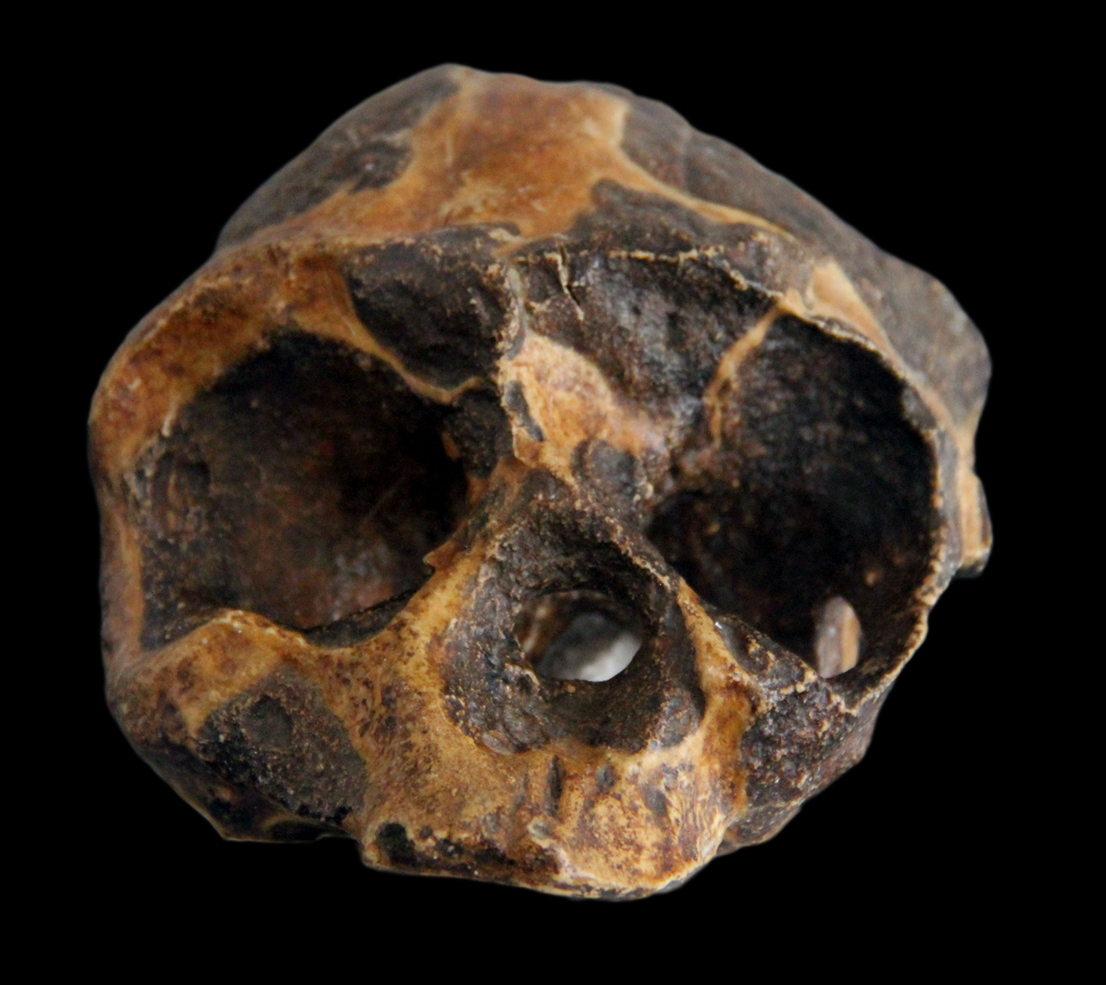
Vue frontale d'un moulage de Tchadanthropus uxoris exposé au Musée national du Tchad à N'Djaména

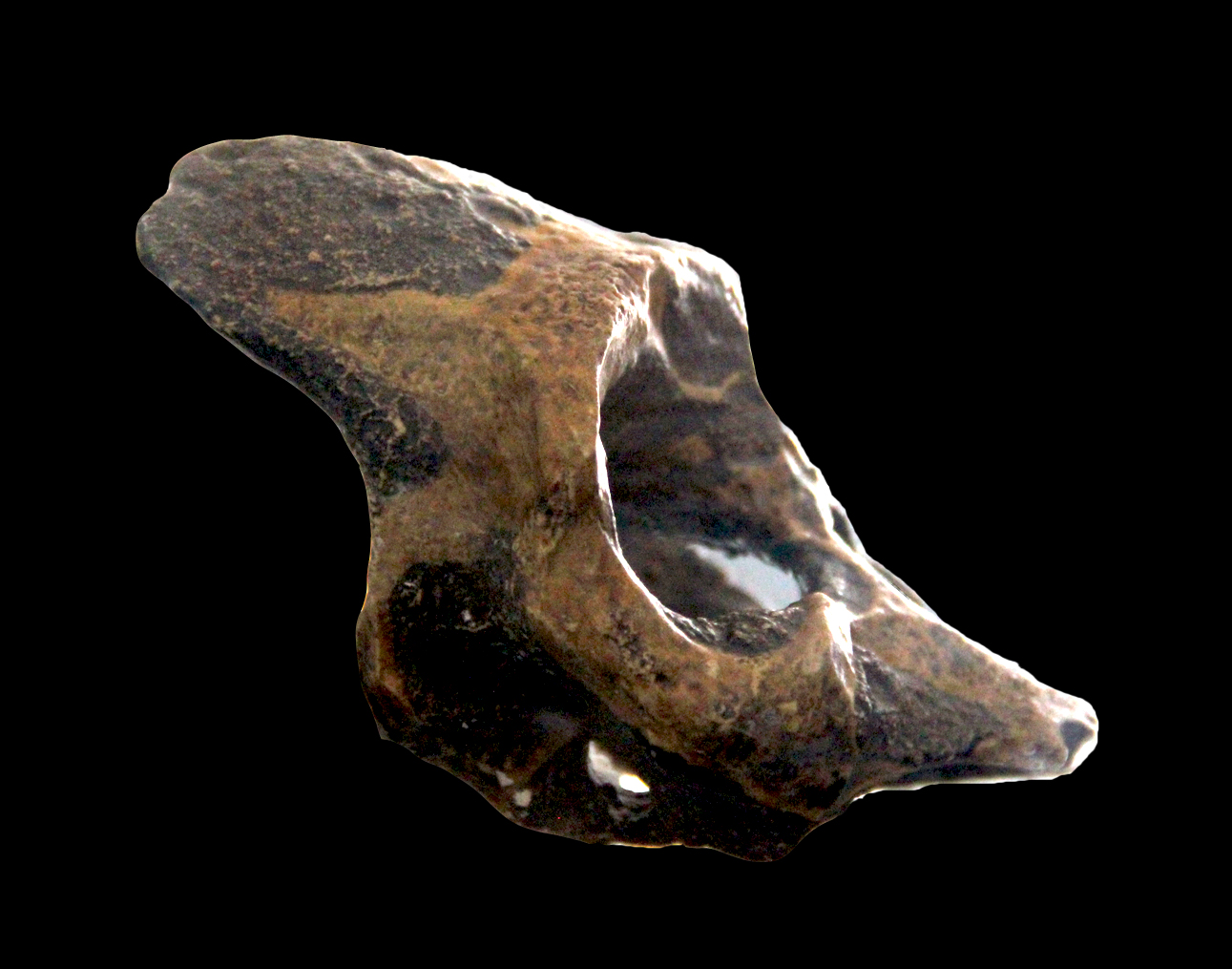
Vue latérale d'un moulage de Tchadanthropus uxoris exposé au Musée national du Tchad à N'Djamena ; la pièce est orientée telle qu'elle est exposée

Tchadanthropus uxoris est le nom d'une espèce d'Hominidé. Parfois également appelée Tchadanthrope, l'espèce a été décrite par le paléoanthropologue français Yves Coppens, à partir d'un fragment de crâne fossile découvert en 1961 au Tchad. Aucun autre fossile n'a été attribué à cette espèce et l'usage de ce taxon est abandonné au sein de la communauté scientifique.

## Historique
Dans le cadre d'une mission de recherche initiée en 1959, le fossile fut découvert en 1961 dans le nord du Tchad, non loin de la petite palmeraie de Yaho, par Salé, cuisinier tchadien de la Direction des Mines et de la Géologie, qui l'offrit à l'épouse d'Yves Coppens. Celui-ci publia la découverte et le nouveau nom d'espèce en 1965. La publication eut un certain retentissement dans la communauté scientifique de l'époque.
La dénomination générique Tchadanthropus est formée à partir de Tchad, pays de la découverte, et de anthropos qui signifie Homme en grec ancien. Le nom d'espèce est formé à partir du latin uxor, décliné au génitif singulier, et signifie « de l'épouse », en référence à l'histoire de la découverte du fossile. En 2018, Yves Coppens écrivait : « Il s'agissait plus en fait d'un surnom pour parler du premier Hominidé d'un certain âge découvert entre ceux d'Algérie et du Maroc et ceux du Kenya et de Tanzanie. Car ni Tchadanthropus ni uxoris ne se justifiaient scientifiquement, mais c'était de « bonne guerre » ! » .

## Description
Le fossile se compose de la partie supérieure de la face et de la partie antérieure de la calotte crânienne.
Le volume endocrânien est difficile à estimer, en l'absence des pariétaux, mais est probablement faible compte tenu de l'absence complète de front. Lors des premières descriptions, il était indiqué que la face montrait un fort prognathisme, comparable à celui des Australopithèques, et de grandes orbites oculaires.

## Datation
L'âge de Tchadanthropus uxoris était initialement estimé par Yves Coppens à environ un million d'années. Le fossile pourrait en fait n'avoir qu'environ 10 000 ans, selon les données stratigraphiques, paléontologiques et radiochronologiques présentées par Michel Servant dès 1973 dans le cadre de sa thèse,.

## Attribution
Si le fossile est aussi récent qu'indiqué précédemment, il ne peut être rattaché à une espèce apparentée aux Australopithèques, contrairement à ce qu'Yves Coppens avait imaginé au départ. Celui-ci a ensuite avancé une attribution à l'espèce Homo erectus. Dans ses mémoires, il écrit : « Un net prognathisme alvéolaire (la « face en assiette », très présente chez les Australopithèques) était très accusé, mais, à l'examen rapproché, cette projection paraissait en partie due à un twist artificiel, dû probablement à la pression du terrain. Mais ce n'est pas ici l'endroit de décrire plus avant ce « trophée ». Dans mon enthousiasme (souvent mauvais conseilleur) et sous l'influence du prognathisme, j'avais qualifié ce crâne d'Australopithèque. Michel Brunet, trente ans plus tard, me donnera raison (l'Australopithèque était bien au Tchad) ; l'idée était bonne mais les données étaient fausses (le Tchadanthrope n'en était pas un !). La très grande fossilisation, le prognathisme indiscutable de la face, la dimension des sinus, celle des orbites, la fuite du frontal, la présence d'une suture métopique, sans être des preuves définitives, n'en constituent pas moins des éléments qui me font penser aujourd'hui à un Homo erectus ».
Pour Bernard Wood, le fossile correspondrait à la face d'un squelette humain moderne tellement altéré par le sable et l'érosion éolienne qu'il évoquerait l'apparence d'un Australopithèque.
L'attribution réelle de ce fossile reste donc indéterminée à ce jour.